# 武顺
武顺（623年—665年10月前），字某则，封韓國夫人，父亲为唐朝开国功臣武士彟， 母荣国夫人杨氏。為女皇武则天的姊姊。
初嫁賀蘭越石，她生有一双儿女，兒子为贺兰敏之，女兒为魏国夫人贺兰氏。贺兰越石死后，因武则天在宫中，武顺经常出入宫禁，她就成了唐高宗的情妇。她的女儿亦被高宗所宠幸，其姿色美貌远在母亲武順之上，史书称其为“国姝”，武顺死后，追赠郑国夫人。《旧唐书》记载宫中曾经传言太子李贤为她所生。
武则天登基后，追封武顺等姑妈、姐妹为长公主。